# Elly Kitamireke
Elly Kitamireke (ur. 12 sierpnia 1931)  – ugandyjski hokeista na trawie, uczestnik Letnich Igrzysk Olimpijskich 1972.
Na igrzyskach w Monachium, Kitamireke reprezentował swój kraj w czterech spotkaniach przeciwko ekipom: Meksyku (4-1 na korzyść Ugandy), Malezji, Francji i Pakistanu (wszystkie przegrane stosunkiem 1-3); nie strzelił w nich jednak żadnego gola. W klasyfikacji końcowej, jego drużyna zajęła przedostatnie 15. miejsce, wyprzedzając jedynie reprezentację Meksyku. 
Ponadto, zawodnik ten był także najstarszym hokeistą, jaki grał na igrzyskach w Monachium (w dniu startu zawodów miał 41 lat i 16 dni). Kitamireke jest również najstarszym sportowcem z Ugandy, jaki kiedykolwiek wystąpił na igrzyskach olimpijskich.